# Concile de Chalon (813)
 (avril 2018).
Si vous disposez d'ouvrages ou d'articles de référence ou si vous connaissez des sites web de qualité traitant du thème abordé ici, merci de compléter l'article en donnant les références utiles à sa vérifiabilité et en les liant à la section « Notes et références ».
 (juillet 2018).
Pour les articles homonymes, voir Concile de Chalon.
« En 813, le concile de Chalon prononce l’équivalence entre les pèlerinages de Tours et de Rome, et condamne par ailleurs la croyance selon laquelle le pèlerinage de Jérusalem lave tous les péchés ».
Le Concile qui s’est déroulé en la ville de Chalon-sur-Saône en France, est en rapport avec le sujet du pèlerinage durant le haut moyen âge. Le pèlerinage à l’issue de ce concile est encadré de sorte à redéfinir les lieux dits qui lui sont consacrés. En ce sens le pèlerinage serait reconnu en les villes de Tours et de Rome. Or celui de Jérusalem est remis en cause, alors même qu’il est l’un des plus décriés depuis les débuts du christianisme. Jérusalem est le lieu céleste longtemps symbole le plus hautement reconnu de tout pèlerinage. L’édification de la Jérusalem chrétienne a en effet cédé la place à la pénitence, le pèlerin qui s’y rend est avant tout un pécheur. Pourtant on ne lui reconnaît plus la capacité totale de laver tous les péchés.  

## Contexte du concile de 813
Un concile se définit comme étant une assemblée d’évêques, tenue par le pape ou un évêque, afin de statuer en termes de dogmatique, de morale et principes canoniques. Les conciles sont alors une manière utilisée par les églises locales pour se réunir et traiter de nombreuses questions judiciaires, politiques, religieuses et même patrimoniales.  
C’est en partie durant le règne de Charlemagne, roi des Francs depuis 768, et bientôt couronné empereur d’Occident par le pape Léon III le 25 décembre 800, que le concile de Chalon se tient. 
En effet à cette époque à Rome, le Pape Léon III (793-816) détient la papauté et les pouvoirs qui en découlent. 
Il couronne non seulement Charlemagne, mais est aussi à l’origine de la Civitas Leonina, projet qui sera achevé par son successeur Léon IV (847-855) et qui vise à doter la ville d’une muraille entourant une zone vaste autour de Saint-Pierre. 
La structure de Rome se centre sur une basilique apostolique, qui accentue l’importance du rôle de la ville comme lieu de pèlerinage. 
Rome, capitale de l’Empire mais aussi de la chrétienté, se veut désormais, à l’image de Jérusalem, représentante du christianisme. 
Rome se considère source de la sacralité, avec pour symbole le culte des martyres de Pierre et Paul. 
Cela en fait une ville sainte à l’origine des pèlerinages à venir. 
Particulièrement, les reliques, provenant de Jérusalem, font de Rome un lieu sacralisé par la sacralité même des reliques de ces apôtres.
Des voyages de pénitence et de prières y sont réalisés, tout comme la remise de la couronne impériale des mains du pontife y est faite en s’agenouillant sur le tombeau de Saint Pierre. 

## Les difficultés soulevées par le concile de Chalon de 813
Les itinéraires de pèlerinage vers Jérusalem sont encore difficiles d'accès pour les pèlerins de la Chrétienté occidentale à cause de l'éloignement géographique de la ville sainte et de sa position dans le monde musulman. 
L’administration islamique ne fait pas subir de persécution, et les gouverneurs, qui ont cessé de protéger les pèlerins, ne se préoccupent donc pas de la maintenance des sanctuaires chrétiens. 
Les difficultés d’accès se multiplient, et, en l’absence de protectorat, un écart entre les pèlerins et populations chrétiennes orientales est apparu. 

## Chalon et la substitution du pèlerinage de Jérusalem par ceux de Tours et Rome
Du Ve au XIIIe siècle, Chalon est le théâtre de nombreux conciles. 
On en compte douze parmi lesquels celui de 813 qui se résume à dire que Tours comme Rome valent Jérusalem.
En ce sens, Jérusalem ne lave pas pour autant tous les péchés. 
Tours est une ville symbolique qui abrite la basilique Saint-Martin, en hommage à un homme de prière et de charité, dont la vie a été rapportée notamment par Grégoire de Tours. 
C'est alors le principal lieu de pèlerinage chrétien au Ve siècle (Saint Martin étant le Saint protecteur de la Gaule).
Le concile de Chalon en 813 donne à ce pèlerinage la même importance qu'à celui de Rome. 
Lors de la première époque musulmane en Palestine (VIIe et XIe siècles), Jérusalem devient la troisième ville sainte de l’islam sunnite après La Mecque et Médine. 
Appelée en arabe Al-Quds, elle devient aussi importante pour les chiites. 
Les Juifs comme les chrétiens sont respectés par les musulmans à leur arrivée sur les lieux qu’ils conquièrent, en tant que « peuples du livre » saint. 
Du VIIe au début du  XIe siècle, Jérusalem connait la paix, les chrétiens continuent de s’y rendre librement, et de nombreux récits de voyages en témoignent. 
Toutefois c’est uniquement l’installation de moines occidentaux d’origine germanique en Terre Sainte depuis le VIIe siècle tel Pierre de Burgundia mentionné par Arculf ou ceux installés à l’abbaye du Mont des Oliviers près de Jérusalem au cours du VIIIe siècle qui rendent ces pèlerinages encore possibles, par les établissements monastiques occidentaux installés à Jérusalem et ses environs.
Ces siècles sont réputés être ceux de l’âge d’or du pèlerinage, puisque les pèlerinages occidentaux vers la Terre Sainte se feront plus rares ou du moins seront interrompus à la suite des guerres de la première moitié du VIIe siècle. 
Bien que devenus plus aventureux, ils continuent. 
Toutefois le VIIIe siècle voit sans nul doute les relations entre l'Orient et l'Occident méditerranéen atteindre un niveau très bas. 
De fait, les liaisons maritimes sont rendues difficiles, voire rare et irrégulières. 
Des récits de pèlerins racontent les dangers et l’adversité de tels voyages entre le VIIIe et le IXe siècle, dont celui du moine Madalvé de Verdun, ou encore du moine franc Bernard accompagné de deux frères.
Le Haut Moyen-Âge est caractérisé par des mutations radicales des structures politiques et socio-religieuses, tant au Proche-Orient qu’en Occident. Durant cette époque, de nombreuses transformations s’opèrent quant au profil du pèlerin. On intègre aux récits de voyage (des pèlerins) des récits miraculeux : l’imaginaire médiéval se conforme à la mentalité des nouveaux pèlerins. De plus, le changement de climat culturel affecte l’Europe occidentale, avec la chute de la domination byzantine en Palestine, ce qui efface les empreintes à la civilisation grecque au profit de la renaissance de la culture sémitique. Pendant les quelques années qui suivent la conquête arabe, apparaît une culture sémitique chrétienne qualifiée de syriaque. Ces deux mutations renforcent l’écart entre les pèlerins et la population chrétienne de la Terre Sainte. Conséquence à laquelle s’ajoute une barrière linguistique et culturelle qui rend la communication malaisée. Les villes de Rome puis de Tours apparaissent désormais comme les lieux qui, avec leurs églises collégiales les plus grandes de l'occident médiéval, deviennent le point d'aboutissement des principaux lieux de pèlerinage de la Chrétienté à partir du Concile de Chalon en 813.
Cela explique en principe que le concile de Chalon de 813 marque essentiellement la volonté de mettre à disposition des croyants des lieux de pèlerinage et de pénitence en présence de reliques originales. Ainsi, la ville lointaine de Jérusalem, bien que berceau, n'est plus la seule ville à permettre de laver tous les péchés. Ce sont les reliques en elles-mêmes qui permettent alors le pèlerinage, et celles-ci sont désormais présentes à Rome comme à Tours, plusieurs siècles même avant Compostelle. La culture reliquaire qui émerge symbolise donc les fondements de ce concile, ce qui tend à renvoyer à la définition même du mot pèlerinage,.